# 이끼숲반지꼬리주머니쥐
이끼숲반지꼬리주머니쥐(Pseudochirulus forbesi)는 반지꼬리주머니쥐과에 속하는 유대류의 일종이다. 인도네시아와 파푸아뉴기니에서 발견된다.